# Prospettiva aerea

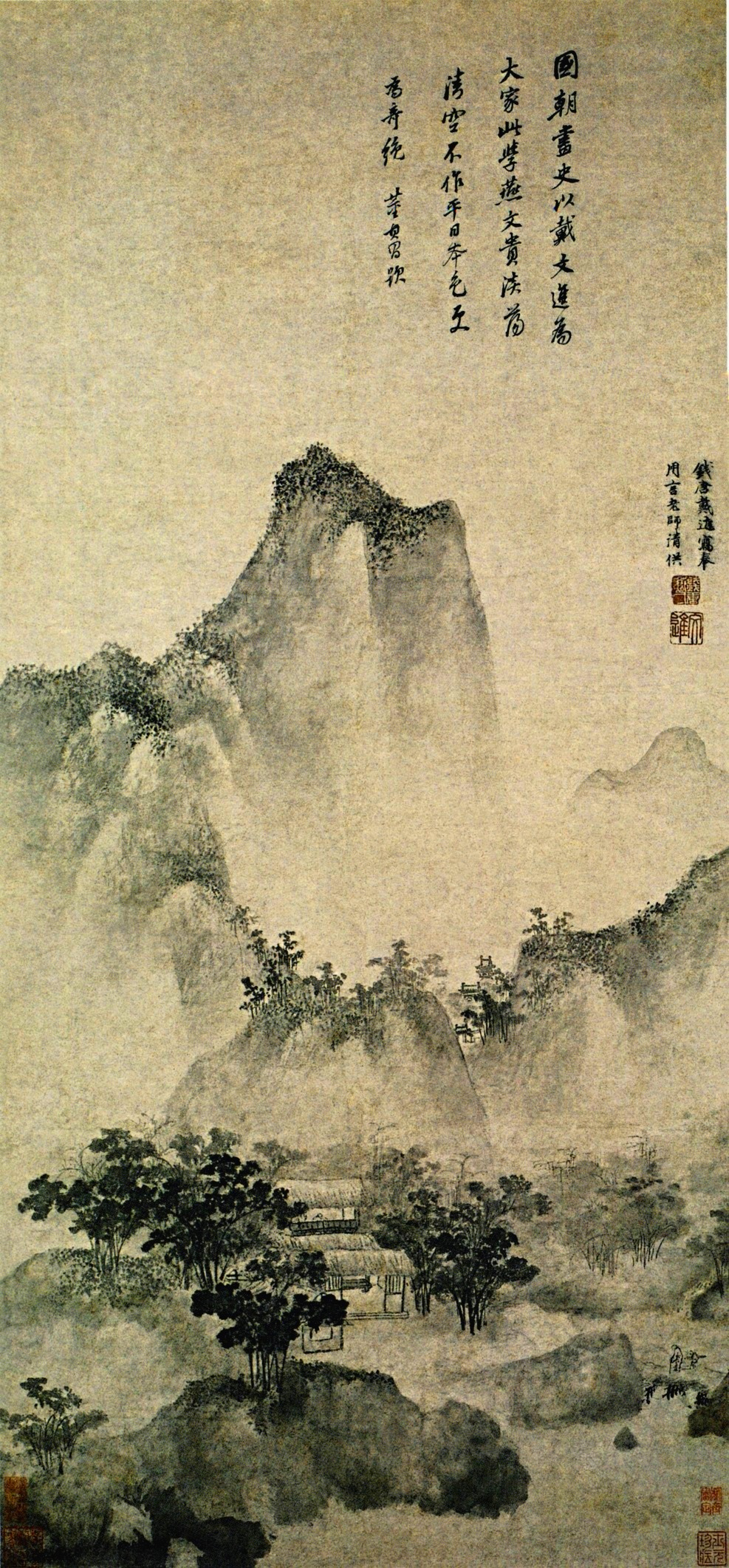
Dai Jin, "Paesaggio nello stile di Yan Wengui", inizi della dinastia Ming, (1368-1644); un dipinto cinese di paesaggio che utilizza una "prospettiva atmosferica" per mostrare la recessione nello spazio

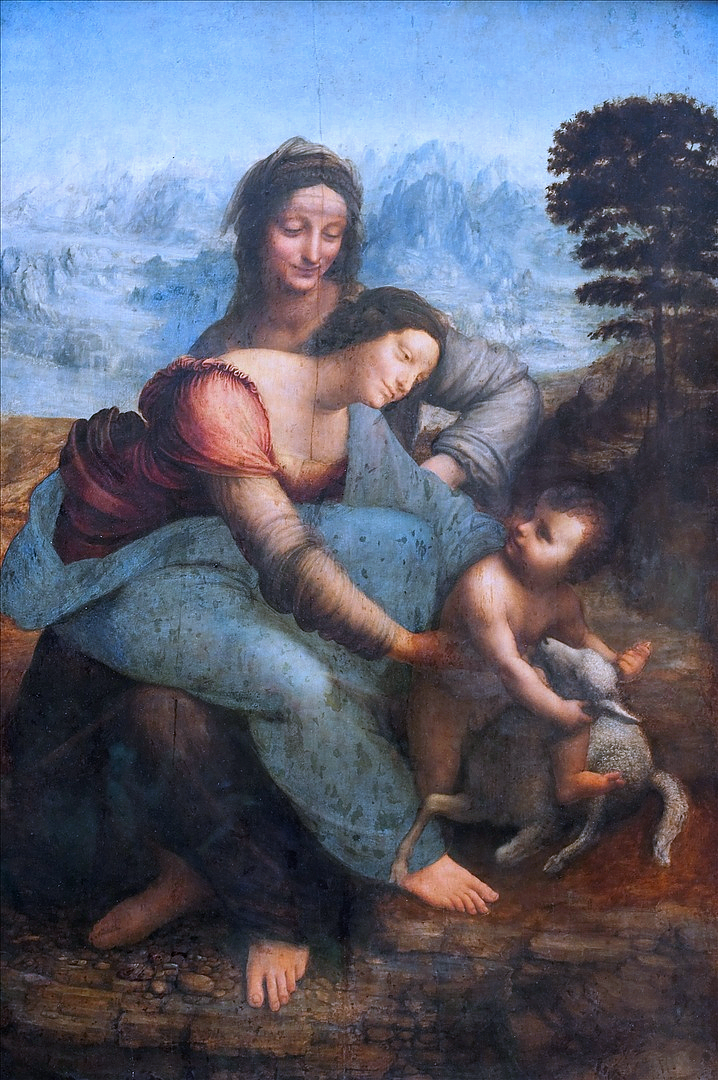
Leonardo da Vinci, Sant'Anna, la Vergine e il Bambino con l'agnello,1510-1513 circa. Olio su tavola, 168x130 cm, Parigi, Musée du Louvre

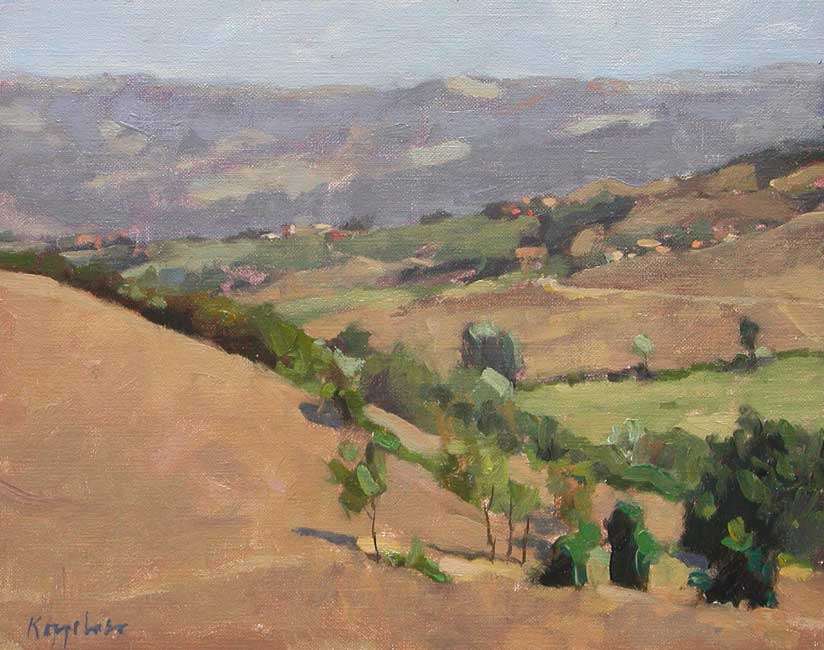
Frans Koppelaar, Paesaggio vicino a Bologna, 2001; un dipinto che sfrutta la prospettiva aerea: gli oggetti distanti appaiono più chiari, con meno contrasto e più tendenti all'azzurro rispetto a quelli vicini

La prospettiva aerea o prospettiva atmosferica, come ogni forma di prospettiva, è un tentativo di rappresentare sulla superficie piana di un'opera pittorica la terza dimensione, data da una illusoria profondità di campo. Si tratta della misura delle distanze in profondità secondo la densità e il colore dell'atmosfera interposta.
La prospettiva aerea è "la forma di rappresentazione, di natura soprattutto artistica, che ricerca le variazioni di intensità luminosa e di gradazioni di toni in rapporto alle distanze, allo spessore dello strato d'aria interposto, alla posizione della sorgente luminosa" (Vocabolario Treccani).
La prospettiva aerea, i cui studi furono iniziati soprattutto da Leonardo da Vinci, si fonda empiricamente sul fatto che l'aria non è un mezzo del tutto trasparente, ma con l'aumentare della distanza dal punto di osservazione i contorni divengono più sfumati, i colori sempre meno nitidi e la loro gamma tendente verso l'azzurro. Leonardo di conseguenza nella sua pittura rende gli oggetti con colori sempre più sfumati in funzione della loro distanza, rendendo più nitidi quelli in primo piano. Leonardo infatti tende a distinguere ulteriormente una "prospettiva aerea" propriamente detta, in cui si applica lo sfumato a seconda della distanza degli oggetti raffigurati, da una "prospettiva del colore" che invece teorizza il cambiamento del colore delle cose in ragione della loro lontananza.
Secondo gli studi di ottica di Leonardo, inoltre, l'aria è più densa («una aria grossa più che le altre») quanto più è vicina al suolo, mentre diventa più trasparente con l'altezza.  Quindi soprattutto gli elementi di paesaggio che si sviluppano in altezza, come le montagne, appaiono più nitidi nelle parti più alte.

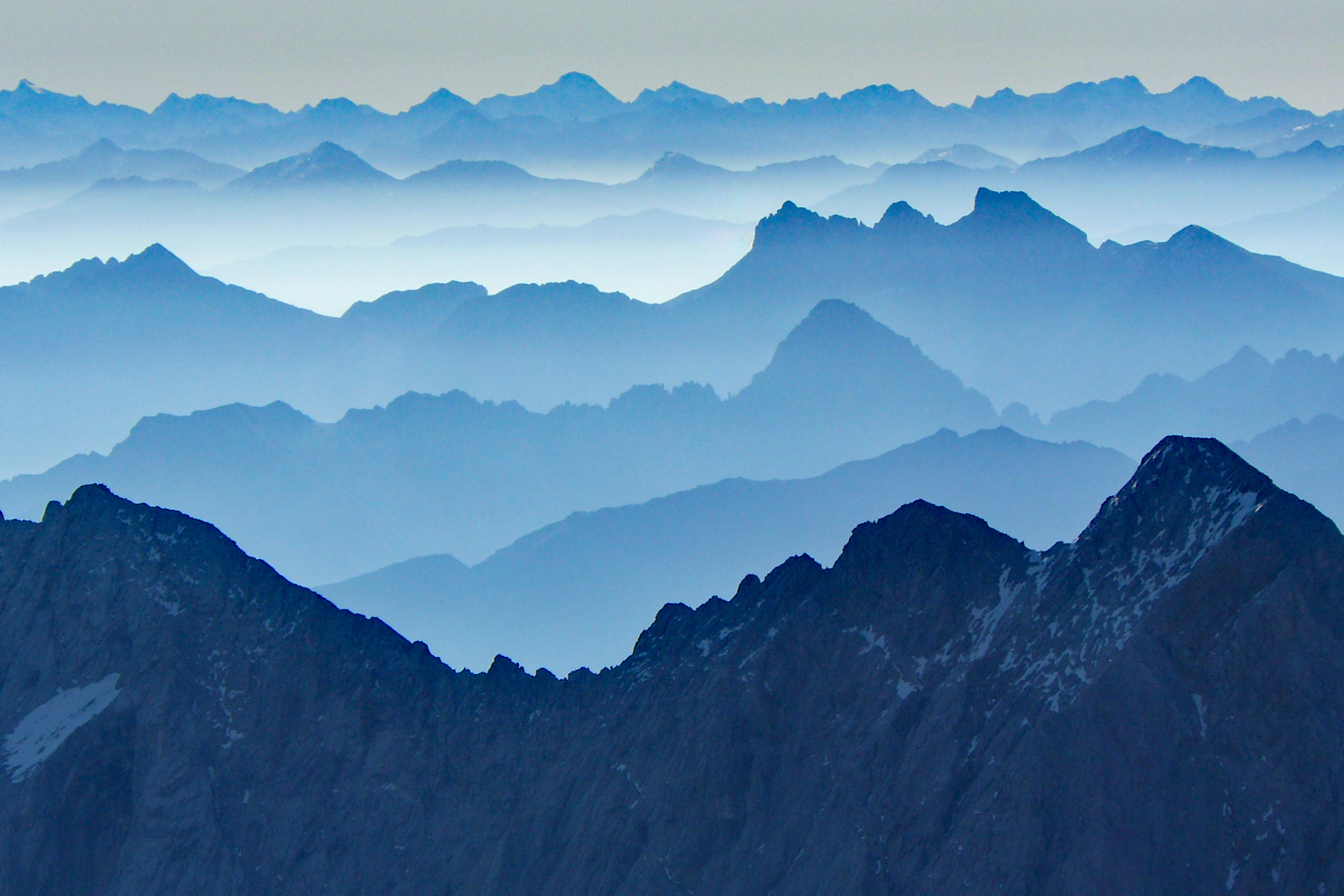
Prospettiva aerea dalla cima del monte Zugspitze

«Adunque tu, pittore, quando fai le montagne, fa' che di colle in colle sempre le bassezze sieno più chiare che le altezze, e quanto vòi fare più lontana l'una dall'altra, fa' le bassezze più chiare; e quanto più si leverà in alto, più mostrerà la verità della forma e del colore» (manoscritto A, risalente al 1492 circa, foglio 98 recto).
Tra le opere portate spesso come esempi di applicazione della prospettiva aerea ci sono tre quadri della maturità dello stesso Leonardo: la Gioconda, L'annunciazione, la Vergine con Sant'Anna e il Bambino e la Vergine delle Rocce (sia nella versione di Parigi che in quella di Londra). Questa tecnica fu utilizzata anche da Piero della Francesca nel paesaggio del Doppio ritratto dei duchi di Urbino.
Le cime de' monti si dimostreranno sempre più oscure che le loro basi. Questo accade perché tali cime de'  monti penetrano in aria più sottile che non fanno le basi loro, per la seconda del primo che dice, che quella regione d'aria sarà tanto più trasparente e sottile, quanto essa è più remota dall'acqua e dalla terra; adunque seguita, tali cime dei monti che giungono in essa aria sottile si dimostrano più della loro naturale oscurità che quelle che penetrano nell'aria bassa, la quale, com'è provato, è molto più grossa.
Perché gli alberi da una distanza in là quanto più sono lontani più si rischiarano.
Da una distanza in là gli alberi, quanto più s'allontanano dall'occhio, tanto più gli si dimostrano chiari, tantoché all'ultimo sono della chiarezza dell'aria nell'orizzonte. Questo nasce per l'aria che s'interpone infra essi alberi e l'occhio, la quale essendo di bianca qualità, quanto con maggior quantità s'interpone, di tanto maggiore bianchezza occupa essi alberi, i quali per partecipare in sé di scuro colore, la bianchezza di tale aria interposta rende le parti oscure più azzurre che le loro parti illuminate.»
(Leonardo da Vinci, Trattato della pittura)